# Хьюстон, Сисси
Эмили «Сисси» Хьюстон (англ. Emily «Cissy» Houston, урождённая Дринкард (англ. Drinkard); 30 сентября 1933, Ньюарк, Нью-Джерси — 7 октября 2024, Ньюарк, Нью-Джерси) — американская поп-певица 1960-х годов, лауреат двух премии «Грэмми».
Сисси Хьюстон являлась матерью Уитни Хьюстон (1963—2012), тётей Ди Ди Уорвик (1942—2008) и Дайон Уорвик (род. 1940), бабушкой Бобби Кристины Браун (1993—2015).

## Биография

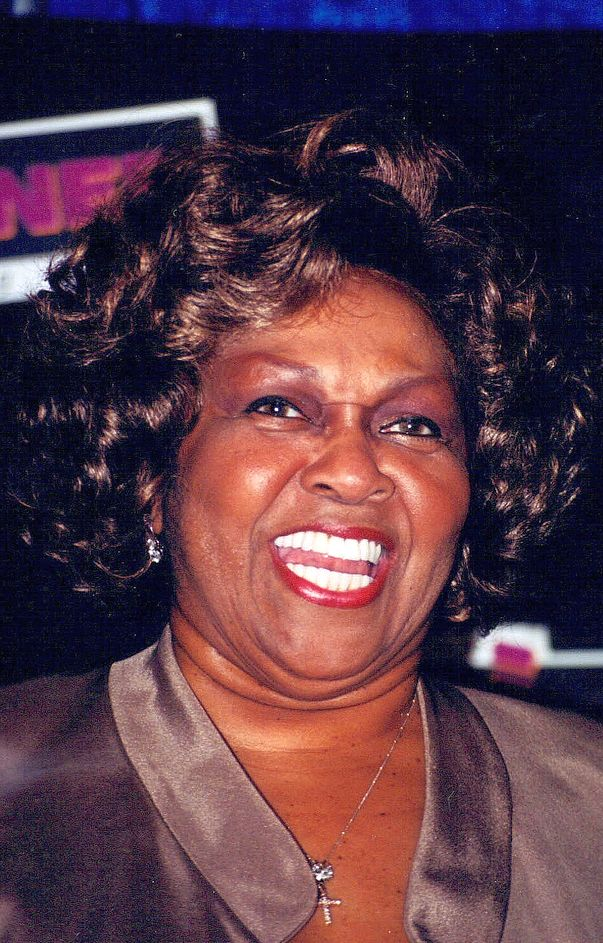

Сисси Хьюстон родилась 30 сентября 1933 года в многодетной семье. Она была младшей из восьми детей в семье Николаса Дринкарда и Делии Мэй МакКаскилл.
В 1963 году, после рождения дочери Уитни, она создала квартет «Sweet Inspirations» вместе с Сильвией Шемвелл, Эстель Браун и Мирной Смит. В 1960-х годах они успешно выступали на подпевках у «Redding», «The Drifters», Дасти Спрингфилд, Джимми Хендрикса и Вана Моррисона.
Элвис пригласил квартет петь во время концертов в Лас-Вегасе. После этих шоу, Хьюстон говорила: "Мы «джемовали» с ним в течение часа-пели госпелы. Он действительно любил это, хорошо чувствовал эту музыку и ему было лестно иметь поддержку в лице четырёх «церковных сестер». В знак своей признательности Элвис подарил Сисси Хьюстон браслет с выгравированным снаружи именем, внутри было выгравировано её ласкательное прозвище Squirelly.
С 1966 по 1969 годы Хьюстон выступала с Элвисом Пресли, а затем решила сосредоточиться на карьере звукорежиссёра. В 1996 и 1998 годах она была удостоена премии «Грэмми». В некоторых клипах Сисси снималась её дочь Уитни.
В последние годы страдала болезнью Альцгеймера. Скончалась 7 октября 2024 года в своём доме под хосписным наблюдением в Нью-Джерси в окружении семьи в возрасте 91 года. Она пережила мужа на 21 год, дочь на 12 лет, и внучку на 9 лет.

### на английском языке
- Houston, Ciccy and Singer, Jionathan (1998). How Sweet the Sound: My Life with God and Gospel.Bantam Doubleday Dell, 304 pages. ISBN 978-0-385-49010-8
- Houston, Ciccy and Dickey, Lisa; Warwick, Dionne (2013). Remembering Whitney: My Story of Love, Loss, and the Night the Music Stopped. Harper Paperbacks, 320 pages. ISBN 978-0-06-223840-5